# Катаїб аль-Хоул
Катаїб аль-Хоул (аль-Хуль) (рос. і ос.: Катаиб аль-Хоул), також відомий як Осетинський джамаат (рос. Осетинский джамаат; ос. Ирон дзамат, трансліт. Iron dzamat) і Вілаят Ірістон (Іристон) (рос. Вилайят Иристон; іронський діалект: Уылайад Ирыстон, Wylajad Iryston; дігорський діалект: Уилайадæ Иристон, Wilajadæ Iriston) — північноосетинська ісламістська джихадистська бойова організація, що діяла на території Північної Осетії-Аланії на Північному Кавказі, входила до складу Кавказького фронту ЗС ЧРІ та Імарату Кавказ під час Другої російсько-чеченської війни. 
Осетинський джамаат, тісно пов'язаний із конфліктом у сусідній Чечні, заснував Алан Дігорський, більш відомий як Емір Саад. Вперше про існування цієї бойової організації згадано в травні 2005 року, коли Абдул-Халім Садулаєв створив Кавказький фронт, назвавши його Осетинський сектор Кавказького фронту. Пізніше, після посилення повстання в частині Північної Осетії, групу почали називати Катаїб аль-Хоул. Угруповання оголосило, що воно воювало за незалежність ЧРІ та було інтегроване до складу Кавказького фронту указом тодішнього президента ЧРІ шейха Абдула Халіма. 
З моменту проголошення Імарату Кавказ в 2007 році Катаїб аль-Хоул мав схожі цілі з іншими ісламськими націоналістичними повстанськими групами в регіоні, оскільки прагнув припинити російський контроль над Північною Осетією та заснувати Осетинський Емірат Ірістон (рос. Эмират Иристон; іронський діалект: Эмират Ирыстон, Emirat Iryston; дігорський діалект: Эмират Иристон, Emirat Iriston) зі столицею у Владикавказі, який буде перейменовано на Джихадкау (рос. Джихадкау; іронський діалект: Джихадхъæу, Dzhikhadqæw; дігорський діалект: Джихадгъæу, Dzhikhadghæw), що в перекладі з осетинської буквально означає «Місто Джихаду». Попри те, що група діяла виключно проти російських військ у Північній Осетії-Аланії, у березні 2008 року в заяві, в якій взяла на себе відповідальність за вбивство керівника УБОЗ Північної Осетії Марка Мецаєва, група стверджувала, що «проводила детальний аналіз ситуації та планувала операції» в Південній Осетії, однак це нічого не дало.
Хоч це група, яка брала на себе багато нападів у Північній Осетії, націлених на російські війська, 12 травня 2009 року емір Імарату Кавказ Доку Умаров видав комюніке, в якому повстанські структури, що діють у Північній Осетії, включено до підрозділу Емірату Вілаяту Галгайче. У той час як Доку Умаров не пояснив причини такого рішення, деякі припускають, що причина полягала в тому, що після вбивства мера Владикавказа Віталія Караєва діяльність Вілаяту зникла на кілька місяців. Ймовірно, це послужило підставою для Доку Умарова розпустити Вілаят. 

## Атаки
Джерело: 
3 жовтня 2005 року Катаїб аль-Хоул взяв на себе відповідальність за напад біля села Карджин, під час якого члени Джамаату обстріляли дві машини з чеченськими колаборантами, які прямували до Нальчика, поранивши кількох.
13 грудня 2005 року Катаїб аль-Хоул взяв на себе відповідальність за напад у передмісті Владикавказа, під час якого члени Джамаату з гранатометів обстріляли підстанцію, яка постачає електроенергією кілька військових об'єктів. Внаслідок обстрілу підстанція ще змогла запрацювати, але була пошкоджена.
2 лютого 2006 року Катаїб аль-Хоул взяв на себе відповідальність за вибухи в казино та гральних клубах у центрі Владикавказа, столиці Північної Осетії, у лютому 2006 року, внаслідок яких загинуло 2 людини та поранено ще 24, а також це призвело до закриття всіх гральних клубів і казино в республіці.
17 лютого 2006 року Катаїб аль-Хоул взяв на себе відповідальність за атаку в районі села Сунжа, під час якої члени Джамаату влаштували засідку на групу північноосетинських ОМОНівців із застосуванням автоматичної зброї та гранатометів, за даними Джамаату, кілька бійців ОМОНу були вбиті та поранені.
6 березня 2006 року Катаїб аль-Хоул взяв на себе відповідальність за напад у місті Моздок, під час якого члени Джамаату обстріляли з автоматичної зброї автомобіль з російськими лоялістами, за даними Джамаату, двох з них вбито на місці, а один зазнав важкого поранення.
9 березня 2006 року в селі Спутнік під Владикавказом на території мотострілецького полку згоріло 11 БМП військової частини. За офіційною версією, причиною стало коротке замикання. Повстанці повідомили, що це сталося в результаті нападу, під час якого члени джамаату, нібито одягнені в російську військову форму, заклали вибухові пристрої в ящик зі спорядженням.
9 квітня 2006 року Катаїб аль-Хоул взяв на себе відповідальність за операцію проти наркоторговців у Пригородному районі, в ході якої члени Джамаату затримали п'ятьох наркоторговців, яких згодом відпустили.
13 квітня 2006 року Катаїб аль-Хоул взяв на себе відповідальність за напад у Владикавказі, під час якого члени Джамаату застрелили працівника МВС Осетії та поранили водія-інкасатора.
20 квітня 2006 року у Владикавказі кулеметник застрелив отамана Аланського Терського козачого війська Бімболата Дзуцєва, який у 1992 році під час осетино-інгушського конфлікту командував осетинським ополченням проти інгушів.
19 липня 2006 року Катаїб аль-Хоул взяв на себе відповідальність за напад в районі села Майське, під час якого члени Джамаату застрелили одного співробітника МВС Інгушетії та поранили іншого.
22 липня 2006 року Катаїб аль-Хоул заявив, що затримав у Владикавказі бійця спецназу МВС Чечні, якого через кілька днів стратили.
24 липня 2006 року Катаїб аль-Хоул взяв на себе відповідальність за напад в селі Карца, в ході якого в ході бою між співробітниками ФСБ Джамаату і Північної Осетії і РУБОП один співробітник сил безпеки був убитий і двоє зазнали поранення.
27 липня 2006 року Катаїб аль-Хоул взяв на себе відповідальність за напад у селі Карца, внаслідок якого одного позаштатного військовослужбовця північноосетинського спецназу вбито і ще одного поранено.
31 липня 2006 року Катаїб аль-Хуол взяв на себе відповідальність за напад біля села Майське, під час якого члени Джамаату обстріляли автомобіль з працівниками МВС Інгушетії, поранивши 3 працівників.
6 вересня 2006 року на кордоні Північної Осетії та Інгушетії підірвали бронетранспортер, який їхав у складі колони. Четверо загинули, п'ятьох поранено. Джамаат взяв на себе відповідальність за вибух і заявив, що також планує повітряні атаки.
11 вересня 2006 року на підступах до Владикавказа розбився вертоліт Мі-8 з вищим складом 58-ї армії, загинули 15 російських військових. Повстанці стверджували, що Емір Саад особисто збив гелікоптер з ПЗРК. Російська влада заперечує версію нападу ополченців.
11 серпня 2007 року Катаїб аль-Хоул взяв на себе відповідальність за теракт у місті Моздок, під час бою з бійцями ФСБ Північної Осетії вбито двох і ще одного поранено.
21 жовтня 2007 року Вілаят Ірістон взяв на себе відповідальність за диверсію із застосуванням вибухового пристрою, внаслідок якої загинув військовий північноосетинського ОМОНу.
12 грудня 2007 року Вілаят Ірістон взяв на себе відповідальність за вбивство двох наркоторговців у Москві.
30 грудня 2007 року Вілаят Ірістон взяв на себе відповідальність за вбивство Ельбруса Маргієва у Владикавказі.
7 березня 2008 року в центрі Владикавказа бійці угруповання вбили начальника УБОЗ Північної Осетії Марка Мецаєва.
1 жовтня 2008 року Вілаят Ірістон взяв на себе відповідальність за вбивство керівника карного розшуку Північної Осетії разом із його сином у Владикавказі.
26 листопада 2008 року мер Владикавказа Віталій Караєв був убитий бійцями угруповання .
Усього за три роки свого існування Катаїб аль-Хоул взяв на себе відповідальність за близько 40 атак.

## Зовнішні посилання
- Kata'ib al-Khoul Aliases: Jamaat Kataib al-Khoul, Kataeb al-Ghoul, Kataib al-Khoul, Kataib al-Khoul Jamaat